# Coryssocnemis
Genre
Synonymes
- Carupania González-Sponga, 2003

Coryssocnemis est un genre d'araignées aranéomorphes de la famille des Pholcidae.

## Distribution
Les espèces de ce genre se rencontrent en Amérique du Sud et en Amérique centrale.

## Liste des espèces
Selon World Spider Catalog (version 21.5, 18/10/2020) :
- Coryssocnemis aripo Huber, 2000
- Coryssocnemis callaica Simon, 1893
- Coryssocnemis clara Gertsch, 1971
- Coryssocnemis discolor Mello-Leitão, 1918
- Coryssocnemis faceta Gertsch, 1971
- Coryssocnemis guacharo Huber, 2020
- Coryssocnemis guatopo Huber, 2000
- Coryssocnemis iviei Gertsch, 1971
- Coryssocnemis lepidoptera Mello-Leitão, 1918
- Coryssocnemis monagas Huber, 2000
- Coryssocnemis occulta Mello-Leitão, 1918
- Coryssocnemis simla Huber, 2000
- Coryssocnemis tarsocurvipes (González-Sponga, 2003)
- Coryssocnemis tigra Huber, 1998
- Coryssocnemis viridescens Kraus, 1955

Selon World Spider Catalog (version 20.5, 2020) :
- † Coryssocnemis velteni Wunderlich, 2004

## Publication originale
- Simon, 1893 : « Études arachnologiques. 25e Mémoire. XL. Descriptions d'espèces et de genres nouveaux de l'ordre des Araneae. » Annales de la Société Entomologique de France, vol. 62 p. 299-330.